# Herderit
Herderit, veraltet u. a. auch als Allogonit oder Haplotyper Allogonit sowie als Fluorherderit bekannt, ist ein sehr selten vorkommendes Mineral aus der Mineralklasse der „Phosphate, Arsenate und Vanadate“. Es kristallisiert im monoklinen Kristallsystem mit der chemischen Formel CaBe[(F,OH)|PO4], ist also chemisch gesehen ein Calcium-Beryllium-Phosphat mit zusätzlichen Fluorionen. Die in den runden Klammern angegebenen Verbindungen bzw. Elemente F und OH können sich dabei in der Formel jeweils gegenseitig vertreten (Substitution, Diadochie), stehen jedoch immer im selben Mengenverhältnis zu den anderen Bestandteilen des Minerals.
Herderit findet sich vor allem in Form von kurzprismatischen, nach der a-Achse oder der c-Achse gestreckten Kristalle sowie nach {100} dicktafeligen Individuen, die mehrere Zentimeter Größe erreichen können. Herderit bildet eine lückenlose Mischkristallreihe mit seinem hydroxyldominanten Analogon Hydroxylherderit, von dem er makroskopisch nicht zu unterscheiden ist. Bei den meisten der als „Herderit“ etikettierten Mineralen handelt es sich aber tatsächlich um Hydroxylherderit. Bei allen der hier abgebildeten Minerale ist die genaue Zugehörigkeit zu Herderit bzw. Hydroxylherderit unbekannt.

## Etymologie und Geschichte

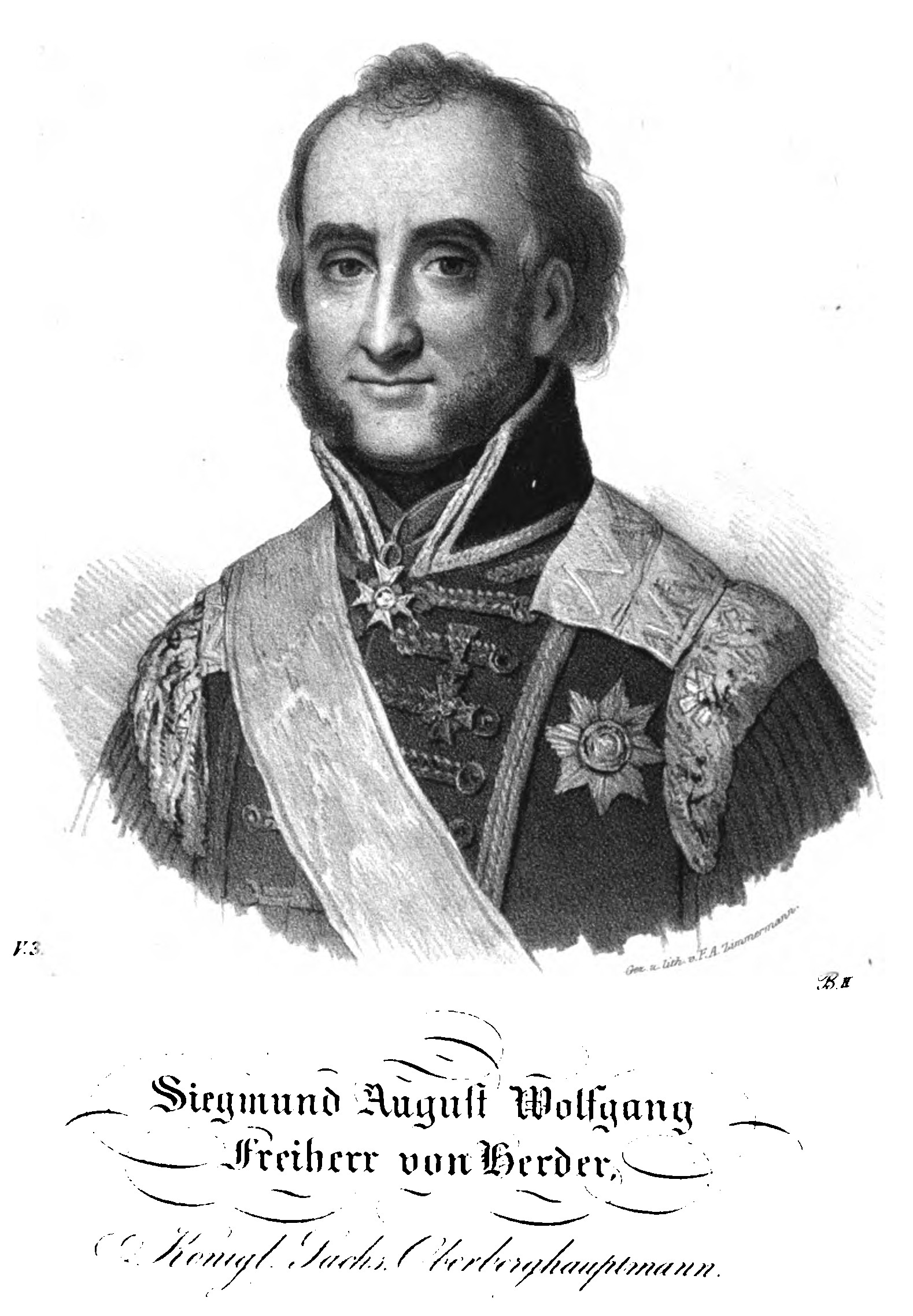
Namensgeber Sigismund August Wolfgang Freiherr von Herder

Als Erstbeschreiber des Herderits gilt der Wiener Mineraloge Wilhelm Karl von Haidinger, dem bei einem Besuch im Wernerschen Museum in Freiberg im Jahre 1823 eine Mineralstufe aus Ehrenfriedersdorf mit einem seiner Meinung nach neuen Mineral aufgefallen war. Die Erstbeschreibung des neuen Minerals veröffentlichte Haidinger erst im Jahre 1828 und führte zu Ehren des Geologen, Mineralogen und sächsischen Oberberghauptmanns Sigismund August Wolfgang Freiherr von Herder (1776–1838), der ihm 1825 Untersuchungsmaterial von der damals einzigen Stufe zur Verfügung gestellt hatte, den Namen Herderit ein.
Damit begann ein fast 15 Jahre währender Streit um die Priorität der Entdeckung des Herderits – eine der kuriosesten Auswüchse der an skurrilen Vorkommnissen nicht gerade armen Entdeckungsgeschichten sächsischer Minerale, der bereits ausführlich dokumentiert ist. Heute lässt sich dieser Streit so zusammenfassen:
Im Jahre 1813 verschenkte Johann Friedrich August Breithaupt an Abraham Gottlob Werner eine Stufe aus Ehrenfriedersdorf in Sachsen mit einem Mineral, welche letzterer für Apatit hielt, was aber nach Meinung von Breithaupt und von Karl Gustav Adalbert von Weissenbach (damals Kustus der Wernerschen Sammlung) kein Apatit war. Es dauerte acht Jahre, bis Haidinger dieses Mineral während des o. g. Aufenthaltes in Freiberg untersuchte und das Ergebnis mit einem Etikett der Stufe beilegte. Wiederum fünf Jahre später veröffentlichte Haidinger seine Untersuchungsergebnisse als Erstbeschreibung des neuen Minerals Herderit im damals in Edinburgh erscheinenden „Philosophical Magazine“. Im Jahre 1830 beschrieb Breithaupt in seiner „Uibersicht des Mineralsystem’s“ zum ersten Mal einen „Haplotypen Allogonit-Spath“, erwähnte beiläufig den von Haidinger gewählten Namen Herderit und suggerierte so seine Priorität bei der Entdeckung dieses Minerals. 1832 veröffentlichte Breithaupt sein „Vollständige Charakteristik des Mineral-Systems“, in dem er dieses Mineral als „Haplotypen Allogonit“ bezeichnete und erklärte: „Unter diesem Namen habe ich schon seit 8 Jahren dieses von mir entdeckte Mineral in meinen öffentlichen Vorträgen berücksichtigt.“ In seinem 1841 erschienenen „Vollständigen Handbuch der Mineralogie“ wiederholte Breithaupt diese Aussage. Nachdem 1833 Ernst Friedrich Glocker aus Breithaupts Ausführungen die Priorität des Namens Allogonit gegenüber Herderit abgeleitet hatte, sah sich Haidinger um die Früchte seiner wissenschaftlichen Arbeit betrogen und veröffentlichte eine Klarstellung, die in den folgenden Sätzen gipfelte: „Ich kann daher mit Grund behaupten: 1) Dass Hr. Prof. Breithaupt diese Species für Apatit hielt, bis er das Gegenteil aus meinem Munde hörte. 2) Dass er mit den Abmessungen und anderen Eigenschaften derselben erst bekannt wurde, seitdem er sie von meiner Hand geschrieben lesen konnte. An der Aufstellung und Bestimmung der Species des Herderits hat also Hr. Prof. Breithaupt keinen Antheil.“
Breithaupt entgegnete: „Diese Bestimmung nun gehört lediglich Hrn. Haidinger, nicht mir, an; ich habe sie aber auch niemals als die meinige ausgegeben, und folglich mir kein Plagiat erlaubt. Jahre lang früher, als Hr. Haidinger seine Bestimmung bekannt gemacht, habe ich das Mineral unter dem Namen Allogonit in meinen Vorlesungen mit vorgezeigt, dabei mich nur als Entdecker, Hrn. Haidinger aber gewissenhaft als Beschreiber genannt, nach einer Etiquette, die von Hrn. Haidinger selbst dem Stücke beigelegt war.“
Damit war der Streit zwischen Haidinger und Breithaupt offensichtlich beendet – weitere Auseinandersetzungen sind nicht bekannt. Jedoch muss darauf hingewiesen werden, dass Haidinger in seinem 1845 erschienenen „Handbuch der bestimmenden Mineralogie“ den von Breithaupt gewählten Terminus „Allogonit“ als Synonym neben „seinem“ Herderit verwendet hat.
Eine zweite Stufe mit Herderit war erst 1835, im Übrigen von Breithaupt ebenfalls in Ehrenfriedersdorf, gefunden worden.
Typmaterial des Minerals (der Holotyp bzw. der Topotyp) befindet sich in der eigenständigen „Werner-Sammlung“ innerhalb der „Geowissenschaftlichen Sammlungen“ an der Technischen Universität Bergakademie Freiberg in Freiberg, Sachsen, Deutschland (Katalog-Nr. 103800 am Standort „Pultvitrine 27, vordere Reihe 2“).

## Status
Der Status des Herderits ist kurzzeitig völlig in Frage gestellt worden, als mit Mikrosondenanalysen an 41 „Herderiten“ von 19 verschiedenen Lokalitäten kein einziger fluordominanter Herderit nachgewiesen werden konnte, sondern ausschließlich hydroxyldominante Hydroxylherderite mit Zusammensetzungen zwischen 98 und 53 Mol-% Hydroxylherderit. Einzige Ausnahme war ein grüner geschliffener Herderit aus „Brasilien“ mit 40 Mol-% Hydroxylherderit. Mittlerweile liegen weitere Analysen von z. T. sehr fluorreichen Herderiten vor, so dass der Status des Herderits als eigenständiges Mineral nicht mehr gefährdet ist. Problematisch ist aber die Tatsache, dass die Zusammensetzung des Herderit-Holotyps aus Ehrenfriedersdorf unbekannt ist, da die Definition einer Mineralspezies, wenn ein Holotyp-Exemplar vorhanden ist, an diesem Exemplar erfolgen muss. Die Holotyp-Stufe aus Ehrenfriedersdorf befindet sich aber in der Werner-Sammlung der TU Bergakademie Freiberg und gehört damit zum kulturellen Erbe. Derartig wertvolles Material wird nur sehr ungern für Analysen bereitgestellt, zudem gleich zwei formelwirksame Elemente (Beryllium und Fluor) schwierig zu analysieren sind. Die bislang einzige mit modernen Methoden an Ehrenfriedersdorfer Material (aber nicht am Holotyp-Material) durchgeführte Analyse ergab nahezu gleich große Gehalte an OH und F mit leichter Dominanz des ersteren. Die entsprechende Formel lautet CaBe[(OH)0,52F0,48|PO4]. Damit liegt auch in Ehrenfriedersdorf ein Hydroxylherderit vor, jedoch erscheint es durch die nahezu gleich großen Gehalte von OH und F möglich, dass fluordominante Kristalle oder fluordominante Bereiche in Kristallen der Holotypstufe existieren. Nur in diesem Fall, der aber analytisch belegt werden muss, würde mit dem Namen Herderit weiterhin die fluordominante Spezies bezeichnet werden. Wenn sich bei einer Analyse des Ehrenfriedersdorfer Holotypmaterials hingegen herausstellen würde, dass dieses hydroxyldominant ist, müsste der Herderit als hydroxyldominante Spezies redefiniert und Hydroxylherderit als Mineral diskreditiert werden. In einem weiteren Schritt wäre das Mineral aus den Lokalitäten, die fluordominantes Material geliefert haben, als neues Mineral – welches dann möglicherweise den Namen Fluorherderit bekommen würde – zu definieren.

„Ob es Herderit im Sinne von CaBePO4(F,OH) in Ehrenfriedersdorf gibt, bleibt somit gegenwärtig offen. Das einzige ausreichend analysierte Exemplar von der Typlokalität ist nach aktueller Nomenklatur als Hydroxylherderit zu bezeichnen.“

## Klassifikation
In der veralteten 8. Auflage der Mineralsystematik nach Strunz gehörte der Herderit zur Mineralklasse der „Phosphate, Arsenate, Vanadate“ und dort zur Abteilung „Wasserfreie Phosphate, Arsenate und Vanadate mit fremden Anionen“, wo er gemeinsam mit Babefphit, Hydroxylherderit und Väyrynenit in der „Herderit-Väyrynenit-Gruppe“ mit der Systemnummer VII/B.01 steht.
In der zuletzt 2018 überarbeiteten Lapis-Systematik nach Stefan Weiß, die formal auf der alten Systematik von Karl Hugo Strunz in der 8. Auflage basiert, erhielt das Mineral die System- und Mineralnummer VII/B.01-010. Dies entspricht der Klasse der „Phosphate, Arsenate und Vanadate“ und dort der Abteilung „Wasserfreie Phosphate, mit fremden Anionen F,Cl,O,OH“, wo Herderit zusammen mit Babefphit, Bergslagit, Hydroxylherderit, Lefontit und Väyrynenit die Gruppe der „Sehr kleine Kationen (Li-Be)“ mit der Systemnummer VII/B.01 bildet.
Die von der International Mineralogical Association (IMA) zuletzt 2009 aktualisierte 9. Auflage der Strunz’schen Mineralsystematik ordnet den Herderit in die Klasse der „Phosphate, Arsenate und Vanadate“ und dort in die Abteilung „Phosphate usw. mit zusätzlichen Anionen; ohne H2O“ ein. Hier ist das Mineral in der Unterabteilung „Mit kleinen und mittelgroßen Kationen“ zu finden, wo es zusammen mit Bergslagit und Hydroxylherderit die „Herderitgruppe“ mit der Systemnummer 8.BA.10 bildet.
In der vorwiegend im englischen Sprachraum gebräuchlichen Systematik der Minerale nach Dana hat Herderit die System- und Mineralnummer 41.05.04.01. Das entspricht der Klasse der „Phosphate, Arsenate und Vanadate“ und dort der Abteilung „Wasserfreie Phosphate etc., mit Hydroxyl oder Halogen“. Hier findet er sich innerhalb der Unterabteilung „Wasserfreie Phosphate etc., mit Hydroxyl oder Halogen mit (AB)2(XO4)Zq“ in der „Herderitgruppe“, in der auch Hydroxylherderit, Väyrynenit und Bergslagit eingeordnet sind.

## Chemismus
Mittelwerte aus Mikrosondenanalysen an Herderit aus Mogok in Myanmar ergaben Gehalte von 0,29 % Na2O; 34,45 % CaO; 15,30 % BeO; 0,01 % FeO; 0,02 % Al2O3; 0,05 % SiO2; 43,16 % P2O5; 8,7 % F und 1,39 % H2O (BeO und H2O aus der Stöchiometrie berechnet). Daraus ergab sich die empirische Formel Ca1,004(Be1,000Al0,001)(P0,994Si0,001)O4[F0,748(OH)0,252], die zu CaBePO4[F0,75(OH)0,25] idealisiert wurden. Der Natriumgehalt wird auf Einschlüsse im Nanometermaßstab zurückgeführt. Die Formel des reinen Fluor-Endgliedes CaBePO4F erfordert Gehalte von 34,39 % CaO; 15,34 % BeO, 43,53 % P2O5 und 11,65 % F.
Herderit ist das fluordominante Analogon des hydroxyldominierten Hydroxylherderits, mit dem er eine kontinuierliche Mischkristallreihe bildet. Ein Fluorgehalt von 5,86 Gew.-% charakterisiert den Mittelpunkt der Mischkristallreihe. Bei Kristallen mit Fluorgehalten > 5,86Gew.-% handelt es sich danach um Herderite, ist der Wert kleiner als 5,86 Gew.-%, liegt Hydroxylherderit vor.
Die bis 1976 einzigen vollständige Analysen von Herderiten mit F > OH wurden Ende des 19. Jahrhunderts publiziert, beide an Material von Stoneham, Maine/USA. Bei späteren Untersuchungen von diesem oder ähnlichem Material aus Stoneham wurden in den 1970er Jahren allerdings durchweg Fluorgehalte von ≤ 4,52 Gew.-% ermittelt, womit bei allen Kristallen eindeutig Hydroxylherderit (mit 61 bis 72 Mol-% Hydroxylherderit) vorlag. Das Auftreten von Herderit in den verschiedenen Lokalitäten in Maine/USA ist damit sehr unwahrscheinlich.

## Kristallstruktur
Herderit kristallisiert monoklin in der Raumgruppe P21/a (Raumgruppen-Nr. 14, Stellung 3) mit den Gitterparametern a = 9,82 Å; b = 7,70 Å; c = 4,81 Å und β = 90,1° sowie vier Formeleinheiten pro Elementarzelle.
Die Kristallstruktur des Herderits besteht aus Schichten von eckenverknüpften BeO3(F,OH)- und PO4-Tetraedern, die in Richtung der c-Achse [001] durch Schichten aus kantenverknüpften CaO6(F,OH)2-Polyedern verbunden sind. Jede Tetraederschicht enthält alternierende PO4- und BeO3(F,OH)-Polyeder, die ein Gerüst aus zentrosymmetrischen Vierer- und Achterringen parallel (001) bilden. Die CaO6(F,OH)2-Polyeder können am besten als leicht verzerrte tetragonale Antiprismen beschrieben werden, die – über gemeinsame Kanten – eine Schicht aus Sechserringen bilden. Trotz der ausgeprägten Schichtstruktur ist die Spaltbarkeit nur undeutlich.
Herderit ist isotyp zu Datolith, d. h., er kristallisiert mit der gleichen Struktur wie Datolith.

## Eigenschaften

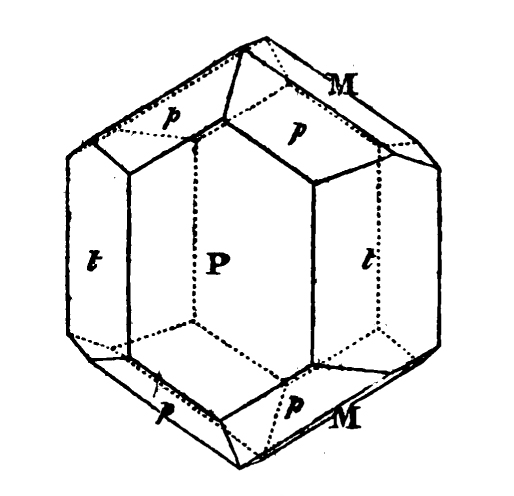
Zeichnung eines Herderitkristalls aus der Typpublikation des Herderits von Wilhelm von Haidinger aus dem Jahre 1828

### Morphologie
Herderitkristalle weisen – ähnlich wie Hydroxylherderite – starke Unterschiede in Tracht und Habitus auf. Sie können kurzprismatisch nach der a-Achse [100], nach der c-Achse [001] oder dicktafelig nach {100} ausgebildet sein. An den mitunter sehr flächenreichen Kristallen dominieren die Pinakoide {100}, {010}, {001} sowie {102} und die Prismen {011}, {021}, {110} und {111}. Die Kristalle des Herderits wirken aufgrund des von 90° nur unwesentlich abweichenden Winkels β oft pseudo-orthorhombisch. Über Zwillingsbildung an Herderitkristallen existieren keine Angaben, jedoch kann man davon ausgehen, dass „Fishtail“-Berührungszwillinge ähnlich verbreitet sind wie beim Hydroxylherderit.

### Physikalische und chemische Eigenschaften
Herderitkristalle sind hellgrün, farblos, blassgelb oder grünlichweiß, ihre Strichfarbe ist dagegen immer weiß mit entsprechend blassen hellgelblichen und hellgrünlichen Tönen. Die Oberflächen der durchscheinenden bis durchsichtigen Kristalle zeigen einen glas- bis harzartigen Glanz. Herderit besitzt eine mittelhohe Licht- und eine mittelhohe bis hohe Doppelbrechung (δ = 0,033). Die Höhe der Lichtbrechung korreliert linear mit dem Fluorgehalt der Herderit-Hydroxylherderit-Mischkristalle. Sie sinkt mit steigendem Fluorgehalt.
Im durchfallenden Licht ist das Mineral farblos und ohne Pleochroismus, wobei grüne Herderite einen schwachen bis moderaten Pleochroismus von grün nach gelblichgrün zeigen.
Herderit besitzt eine undeutliche Spaltbarkeit nach (110), bricht aufgrund seiner Sprödigkeit aber ähnlich wie Quarz oder Glas, wobei die Bruchflächen halbmuschelig ausgebildet sind. Das Mineral weist eine Mohshärte von 5 bis 5,5 auf und gehört damit zu den mittelharten Mineralen, die sich ähnlich gut wie das Referenzmineral Apatit mit einem Taschenmesser noch ritzen lassen. Die berechnete Dichte für Herderit beträgt 3,02 g/cm³.
Vor dem Lötrohr bläht sich der Herderit auf und schmilzt zu weißem Email. Er färbt die Flamme schwach grünlich. Im geschlossenen Röhrchen werden die Kristalle weiß, dekrepitieren heftig und geben schwach saures Wasser ab. In Salzsäure (HCl) ist er langsam, aber vollständig löslich. Herderit zeigt violette Fluoreszenz im UV-Licht, eine rosaorangefarbene Kathodolumineszenz und unter Röntgenstrahlung eine deutliche Phosphoreszenz.
Intermediäre Vertreter der Herderit-Hydroxylherderit-Mischkistalreihe aus Pakistan weisen im langwelligen UV-Licht eine moderate bis starke blaue Fluoreszenz und im kurzwelligen UV-Licht eine moderate violette Fluoreszenz auf. Brasilianische geschliffenen Steine besitzen eine außerordentlich große Variabilität in ihrem Lumineszenzverhalten. Im langwelligen UV-Licht fluoreszieren einige Herderite überhaupt nicht, andere schwach mit blauen, grünblauen und violetten Farben. Im kurzwelligen UV-Licht zeigen Herderite eine undeutliche bis schwache Fluoreszenz in gelben, gelblichgrünen, blauen, grünlichblauen, grün-blauen oder violetten Farbtönen.

„Compared to hydroxylherderite, herderite remains a poorly charcterized mineral, particularly in regard to the physico-chemical conditions that are conductive to incorporation of F in excess of OH.“

## Bildung und Fundorte

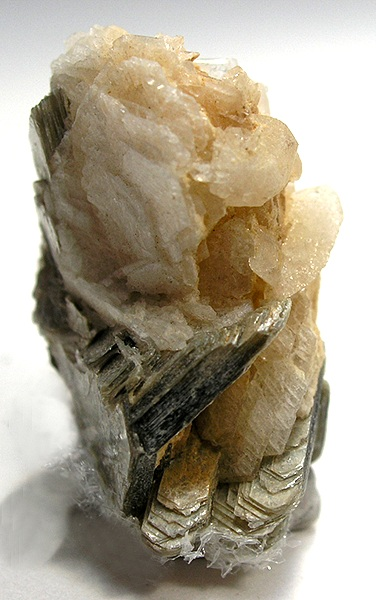
Weiße Herderitkristalle auf Albit und Muskovit aus dem San Diego County in Kalifornien/USA (Größe: 2,3 cm × 1,5 cm × 1,1 cm)

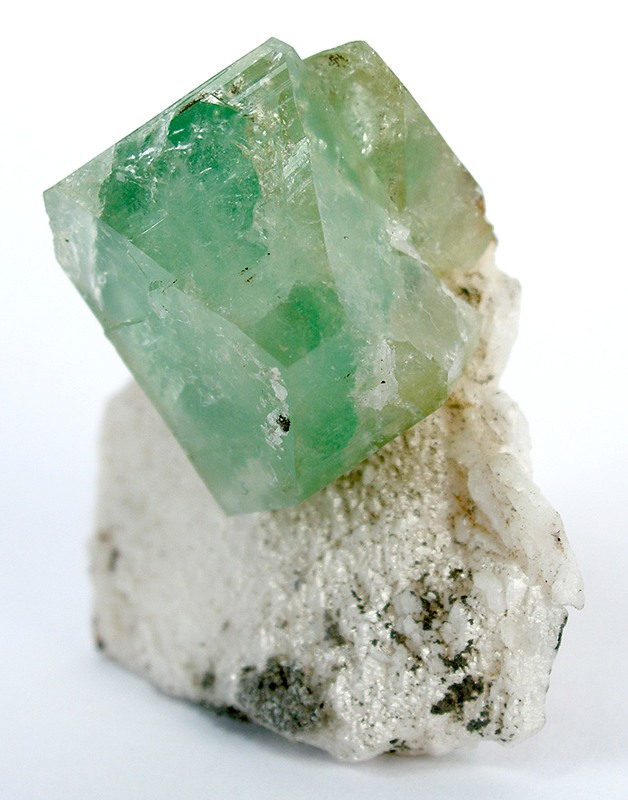
Grüne Herderitkristalle auf Albit aus Chhappu bei Skardu, Braldu-Tal, Gilgit-Baltistan, Pakistan (Größe: 3,6 cm × 3,5 cm × 2,3 cm)

Herderit bildet sich während der pneumatolytisch-hydrothermalen Phase der Kristallisation saurer Plutonite und in Granitpegmatiten. Je tiefer die Bildungstemperatur, desto klarer sind die Kristalle. Aus der Analogie des Auftretens von Hydroxylherderit in Granitpegmatiten und assoziierten miarolithischen Hohlräumen folgern George Harlow und Frank Hawthorne dasselbe auch für Herderit. Bei der Untersuchung von verschiedenen, aus stofflich und genetisch unterschiedlichen brasilianischen Pegmatiten stammenden Vertretern der Herderit-Hydroxylherderit-Mischkristallreihe stellte sich heraus, dass möglicherweise der Differentiationsgrad des Pegmatitmagmas die Ursache dafür ist, ob Herderit oder Hydroxylherderit gebildet wird. Proben aus Pegmatiten, die reich an Montebrasit und Lepidolith sind, weisen geringe Fluorgehalte auf und stellen folglich Hydroxylherderite dar. Proben aus triphylinreichen Pegmatiten zeigen mittlere Fluorgehalte und bilden intermediäre Vertreter der Herderit-Hydroxylherderit-Mischkristallreihe. Proben aus muskovit- und topasreichen Pegmatiten besitzen hohe Fluorgehalte und müssen als Herderit angesprochen werden. Diese Beziehung kann durch den Differentiationsgrad des Pegmatitmagmas erklärt werden, wonach lithiumreiche Pegmatite geringere Fluorgehalte und Vorherrschen von Hydroxylherderit im Hydrothermalsystem zeigen, während muskovit- und topasreiche Pegmatite höhere Fluorgehalte und eine Dominanz des fluorreichen Herderits im Hydrothermalsystem aufweisen.
Anderen Autoren zufolge bildet sich Herderit sekundär bei vergleichsweise geringen Temperaturen von ≈ 250 °C bei der postmagmatischen Alteration in Seltenmetallgraniten. Typische Begleitminerale sind Muskovit, elbaitische Turmaline (Elbait, Fluor-Elbait), Topas, Beryll und Fluorapatit.
Als sehr seltene Mineralbildung konnte Herderit eindeutig bisher (Stand 2016) nur von weniger als zehn Fundpunkten beschrieben werden. Seine Typlokalität ist die Zinn-Lagerstätte am „Sauberg“ bei Ehrenfriedersdorf im sächsischen Erzgebirge, jedoch fehlt eine genaue Analyse am Holotypmaterial. Genaue Fundpunkte innerhalb der Lagerstätte „Sauberg“ sind „Grube Morgenröthe“, „Einigkeiter Zug“ und „Segen Gottes Schacht“. Analytisch bestätigte fluordominante Herderite sind lediglich aus Brasilien, Myanmar, China (Yichun), Namibia sowie Österreich und möglicherweise auch Pakistan, Russland und den Vereinigten Staaten bekannt.
Der über einen gewissen Zeitraum einzige analytisch bestätigte Herderit war ein facettierter grüner Herderit aus „Brasilien“ in der „Gem Collection“ der Smithsonian Institution mit 7,01 % Fluor (entsprechend 40 Mol-% Hydroxylherderit), dessen genauer Fundort unbekannt ist. Ein weiterer Fundpunkt in Brasilien ist der Granitpegmatit von „Medina“ im Vale do Jequitinhonha, Minas Gerais. Analysen an sehr großen, grünlichgrauen Kristallen von 8 cm Länge ergaben Gehalte von 6,05–7,57 Gew.-% Fluor.
Aus einem Pegmatit in der Nähe der Stadt Mogok im Distrikt von Pyin U Lwin in der Mandalay-Region in Myanmar kommen die weltweit fluorreichsten Herderite (siehe unter Chemismus). Ein weiterer Fundort ist der 2004 entdeckte Pegmatit „Pazun-seik“ (Koordinaten des Pegmatits Pazun-seik) bei Nam-peik unweit Mogok, wo Herderit im Tagebau gefunden worden ist. Ebenfalls nur 16 km westlich von Mogok bei Sakangyi (Sakhan Gyi), Kyauk-Pyat-That, liegen die „Sakangyi-Pegmatite“ (Koordinaten der Sakangyi-Pegmatite) – eine Gruppe von sieben kleinen Abbauen in Pegmatiten.
Aus dem kleinen, schichtartigen Topas-Lepidolith-Granit Yichun („Yichun Mine“, „Mine No. 414“), der letztgebildeten und am höchsten entwickelten Einheit des Granitkomplexes von Yichun (Yashan-Batholith), Stadtbezirk Yuanzhou, bezirksfreie Stadt Yichun, Provinz Jiangxi, China, wurden Herderite mit bis zu 7,26 Gew.-% Fluor (entspricht ≈ 65 Mol-% Herderit) identifiziert.
Aus Miarolen in den Erongobergen nördlich von Usakos, Region Erongo, Namibia, ist v. a. Hydroxylherderit bekannt. Daneben wurde aber, z. B. im Jahre 2004, auch fluordominanter Herderit analytisch bestätigt. Es handelt sich um bis zu 4 cm große, langprismatische, bläulichgraue Kristalle in Begleitung von Turmalin, Fluorit, Muskovit und Mikroklin. Die Raman-Spektren von Stufen aus dem Farmgebiet „Davib-Ost“ im Erongo deuten darauf hin, dass es sich bei diesen Bildungen um Herderit handelt.
Die Steinbrüche am Hang des Luftenbergs bei St. Georgen an der Gusen unweit Perg, Mühlviertel, Oberösterreich, Österreich, haben neben bis zu 4,8 cm großen Hydroxylherderiten auch Kristalle geliefert, in deren Infrarotspektrum eindeutig Fluor über Hydroxid dominiert.
Die vom Epprechtstein und Waldstein, beide im Fichtelgebirge, Oberfranken, Bayern, Deutschland, bekannten „Herderite“ haben sich als intermediäre Hydroxylherderit-Herderit-Mischkristalle mit leichter Dominanz von OH gegenüber F erwiesen. Inwiefern dies für das Material aus allen Steinbrüchen dieses Gebietes (wie z. B. Steinbruch „Reinersreuth“ („Köhlerloch“), Steinbruch „Zufurt“, „Grasymabruch“ oder Steinbruch „Schoberth“) gilt, bedarf noch einer analytischen Überprüfung.
Aus den Vereinigten Staaten kennt man Glieder der Herderit-Hydroxylherderit-Reihe, die noch nicht eindeutig einem der beiden Endglieder zugeordnet werden konnten, aus der „Himalaya Mine“, Gem Hill im Mesa Grande District, sowie aus der „Cryo-Genie Mine“ bei Warner Springs im gleichnamigen Distrikt, San Diego County, Kalifornien, aus der „Lithium Corporation of America Mine“ bei Bessemer City, Gaston County, North Carolina, und aus dem „Rutherford No. 3 Pegmatite“ bei Amelia Courthouse, Amelia County, Virginia. Kristalle aus den Lokalitäten „Dunton Gem Mine“ bei Newry und „Bennett Mine“ bei Buckfield sowie aus Fundstellen bei Paris, Poland, Auburne, Greenwood, Stoneham und Topsham, alle Maine; der „Keyes #1 Mine“ bei Orange; der „Palemo #1 Mine“ und der „Fletcher Mine“, beide bei North Groton, alle in New Hampshire; der „Foote Mine“, Kings Mountain, Cleveland Co., North Carolina, sowie der „Blue Chihuahua Mine“ im Riverside County, Kalifornien, haben sich hingegen ausnahmslos als Hydroxylherderit herausgestellt.
Aus Pakistan bekannten Vertreter der Herderit-Hydroxylherderit-Mischkristallreihe sind noch nicht näher untersucht, so dass ihre genaue Zuordnung zu den Endgliedern der Mischkristallreihe unbekannt ist. Bei grünen Kristallen aus der ca. 35 km nördlich von Skardu liegenden „Kandahar Mine“ bei Baha im Braldu-Tal, Gilgit-Baltistan handelt es sich ihren Brechungsindizes zufolge um intermediäre Vertreter der Herderit-Hydroxylherderit-Mischkristallreihe. Gleiches gilt für die grünen Kristalle von nahe Chhappu im Braldu-Tal und aus dem Edelsteinabbau bei Doko im Basha-Tal.
Herderit soll ferner in Lokalitäten in Argentinien, Finnland, Russland, Spanien, Schweden, Tschechien sowie im Vereinigten Königreich gefunden worden sein – jedoch fehlt bei allen diesen Funden ein analytisch sicherer Nachweis der Dominanz von F über OH in diesen Mineralphasen.

## Verwendung
Aufgrund seiner gemmologischen Charakteristika (Farbe, Transparenz, Brechungsindizes, Härte und Größe der Kristalle) wird Herderit gern verschliffen, obwohl er mit einer Mohshärte von maximal 5,5 für einen Schmuckstein eigentlich zu weich ist. Facettierte Steine aus Maine/USA sind gewöhnlich klein und farblos oder zeigen nur blasse Farbtöne. Brasilianische Steine weisen intensivere Farben auf und können 25–30 ct wiegen. Bekannte verschliffene Herderite sind ein grüner Stein aus Brasilien (5,9 ct, Smithsonian Institution), ein blauer Stein aus Brasilien (3,65 ct, Devonian Group, Calgary, Alberta, Kanada) und ein hellviolettes Achteck aus Brasilien (4,65 ct, National Museums of Kanada, Ottawa/Ontario). Cheryl Y. Wentzell berichtete von sechs in ihren Eigenschaften mehr oder weniger identischen geschliffenen, gelblichgrünen Steinen, die sich aufgrund ihrer Brechungsindizes als Herderit erwiesen haben. Alle Steine sind entweder birnenförmig oder weisen Smaragdsschliff auf. Der größte dieser Steine wiegt 161,09 ct, weist Abmessungen von 57,9 mm × 27,4 mm × 17,1 mm auf und soll von Ouro Verde, Minas Gerais, Brasilien, stammen. Gerade dieser Stein befindet sich heute aber als Hydroxylherderit unter der Katalog-Nummer NMNH G10542-00 in der Sammlung des zur Smithsonian Institution gehörenden National Museum of Natural History, Washington, D.C.
Darüber hinaus ist Herderit ein bei Mineralsammlern begehrtes Mineral.